# August Friedrich Bard
August Friedrich Maria Bard (* 5. Dezember 1881 in Schwerin; † 6. Juli 1961 in Waren/Müritz) war deutscher Pastor, Pädagoge und Politiker.

## Leben
August Bard war ein Sohn des Superintendenten und Geheimen Kirchenrates Paul Bard. Sein Bruder Friedrich Anton (1869–1955) wurde später auch Theologe.
August Bard legte 1903 sein Abitur in Schwerin ab und studierte anschließend bis 1906 an der Universität Erlangen und Universität Rostock Theologie. Ab 1909 war er im Predigerseminar in Schwerin. Von 1910 bis 1913 war er Rektor in Hagenow. Ab 1913 war Bard bis 1933 Pastor in Sternberg.
Im Ersten Weltkrieg wurde er zunächst Feldprediger und dann Divisionspfarrer. 1918 war er Gouvernementspfarrer in Czenstochau/Polen. 1920 wurde er für ein Jahr als Abgeordneter für die DNVP in den ersten ordentlichen Landtags von Mecklenburg-Schwerin gewählt. 1931 organisierte Bard ein Reformationsfest in Sternberg, woran ein Gedenkstein an der Sagsdorfer Brücke erinnert. Als Initiator eines konservativen Bündnisses wendete er sich 1932 gegen die NSDAP und bewirkte Neuwahlen, welche aber letztendlich den von der NSDAP vorgesehenen Bürgermeister nicht verhindern konnten. Er wurde später zwangsversetzt und musste 1935 Sternberg verlassen. Anschließend war er bis 1953 Pastor der Georgenkirche Waren.
In seiner Schrift zur Geschichte der Stadt Sternberg geht Bard auf die blutbefleckte Hostien Sternbergs ein.

## Schriften
- In Christus unser Heil! Konfirmationsrede über Apostelgeschichte. Rohloff, Sternberg 1914.
- Deutsches Volk, tu’ deine Pflicht! Klage! Trag! Wage! Eine ernste Mahnung in ernster Zeit. [Predigt ... 18. Mai 1919, in der Kirche zu Sternberg]. Gossrau, Bützow [1919]
- Die Geschichte der Stadt Sternberg: von den Anfaengen bis zur Gegenwart; mit Original-Lutherbrief und 50 Bildern. Rohloff, Sternberg 1927.